# Shivagadhi
Shivagadhi (nep. शिवगढी) – gaun wikas samiti w zachodniej części Nepalu w strefie Lumbini w dystrykcie Kapilvastu. Według nepalskiego spisu powszechnego z 2001 roku liczył on 955 gospodarstw domowych i 6439 mieszkańców (3226 kobiet i 3213 mężczyzn).